# Paraleptophlebia swannanoa
Paraleptophlebia swannanoa är en dagsländeart som först beskrevs av Jay R. Traver 1932.  Paraleptophlebia swannanoa ingår i släktet Paraleptophlebia och familjen starrdagsländor. Inga underarter finns listade i Catalogue of Life.